# كأس النرويج 1915
كأس النرويج 1915 (بالنرويجية: Norgesmesterskapet i fotball for menn 1915)‏ هو الموسم 14 من كأس النرويج. أشرف على تنظيمه اتحاد النرويج لكرة القدم، وكان عدد الأندية المشاركة فيه 12، وفاز فيه نادي أود.